# Едоардо Маріані
Едоардо Маріані (італ. Edoardo Mariani, 5 березня 1893, Мілан — 7 січня 1956, Піза) — італійський футболіст, нападник.
Насамперед відомий виступами за клуб «Дженоа», а також національну збірну Італії.
Триразовий чемпіон Італії. 

## Клубна кар'єра
У дорослому футболі дебютував 1909 року виступами за команду клубу «Мілан», в якій провів один сезон, взявши участь у 14 матчах чемпіонату. 
Своєю грою за цю команду привернув увагу представників тренерського штабу клубу «Дженоа», до складу якого приєднався 1910 року. Відіграв за генуезький клуб наступні п'ять сезонів своєї ігрової кар'єри. За цей час виборов титул чемпіона Італії.
Протягом 1918—1920 років знову захищав кольори команди клубу «Мілан».
1920 року повернувся до клубу «Дженоа». Цього разу провів у складі його команди чотири сезони.  За цей час додав до переліку своїх трофеїв ще два титули чемпіона Італії.
Протягом 1924—1925 років захищав кольори команди клубу «Лаціо».
Завершив професійну ігрову кар'єру у нижчоліговому клубі «Савона», за команду якого виступав протягом 1925—1927 років.

## Виступи за збірну
1912 року дебютував в офіційних матчах у складі національної збірної Італії. Протягом кар'єри у національній команді, яка тривала 9 років, провів у формі головної команди країни лише 4 матчі. У складі збірної був учасником  футбольного турніру на Олімпійських іграх 1912 року у Стокгольмі.
| Дата       | Місто     | Господарі | Результат | Гості   | Турнір           | Голи | Примітки |
| ---------- | --------- | --------- | --------- | ------- | ---------------- | ---- | -------- |
| 17/03/1912 | Турин     | Італія    | 3 – 4     | Франція | товариський матч | -    |          |
| 29/06/1912 | Стокгольм | Фінляндія | 3 – 2     | Італія  | ОІ 1912          | -    |          |
| 01/07/1912 | Стокгольм | Швеція    | 0 – 1     | Італія  | ОІ 1912          | -    |          |
| 03/07/1912 | Стокгольм | Австрія   | 5 – 1     | Італія  | ОІ 1912          | -    |          |
| Усього     |           | Матчів    | 4         |         | Голів            | 0    |          |

## Титули і досягнення
- Чемпіон Італії (3):

«Дженоа»:  1914–15, 1922–23, 1923–24